# Medio sol amarillo
Medio sol amarillo (Half of a Yellow Sun) es una novela de la autora nigeriana Chimamanda Ngozi Adichie. Publicada en 2006 por HerperCollins en Londres, la novela cuenta la historia de la Guerra de Biafra a través de la perspectiva de los personajes Olanna, Ugwu y Richard.

## Argumento

La bandera de Biafra, en el centro se puede ver el medio sol amarillo al que hace referencia el título.

La novela tiene lugar en Nigeria antes y durante la guerra civil de Nigeria (1967-1970). Las consecuencias de la guerra se muestra a través de las relaciones de la vida de cinco personas: las hijas gemelas de un hombre de negocios influyente; sus parejas, un profesor y un expatriado británico y un criado. Tras la declaración de secesión de Biafra, la vida de los protagonistas cambia drásticamente y se ve desgarrada por la brutalidad de la guerra civil y las decisiones en sus vidas personales.
El libro transcurre entre hechos que tuvieron lugar en la década de 1960. A principios de la década de 1960, se presentan los personajes principales: Ugwu, un niño de 13 años de una aldea  que se muda con el profesor universitario Odenigbo para trabajar en su casa como criado. Odenigbo convoca con frecuencia a otros profesores para discutir la agitación política en Nigeria. La vida cambia para Ugwu cuando la novia de Odenigbo, Olanna, se muda con ellos. Ugwu forma un fuerte vínculo con ambos y es un criado muy leal. Olanna tiene una hermana gemela, Kainene, una mujer con un seco sentido del humor que se hace cargo de la compañía de su padre cuando este huye al comienzo de la guerra. Su amante, Richard, es un escritor inglés que viaja a Nigeria para explorar el arte Igbo-Ukwu.
En un salto de cuatro años, comienzan los problemas entre los hausa y los igbo en los que cientos de personas mueren en masacres, incluidos los tíos de Olanna. Los igbo crean una nueva república, llamada Biafra. Como resultado del conflicto, Olanna, Odenigbo, su hija pequeña, a quien se refieren solo como "Bebe", y Ugwu se ven obligados a huir de Nsukka, que es la ciudad universitaria y el principal centro intelectual de la nueva nación. Finalmente terminan en la ciudad de refugiados de Umuahia, donde sufren y luchan por la escasez de alimentos, los constantes ataques aéreos y el ambiente de paranoia. También hay alusiones a un conflicto entre Olanna y Kainene, Richard y Kainene y entre Olanna y Odenigbo.
Cuando la novela retrocede a principios de la década de 1960, nos enteramos de que Odenigbo se ha acostado con una chica del pueblo, Amala, que se queda embarazada. Olanna está furiosa por su traición y se acuesta con Richard en un momento de liberación. Ella regresa con Odenigbo y cuando más tarde se enteran de que Amala se niega a quedarse con su hija recién nacida, Olanna decide que se la quedarían.
Durante la guerra, Olanna, Odenigbo, Baby y Ugwu viven con Kainene y Richard. Kainene dirige un campo de refugiados. Su situación es desesperada, ya que no tienen alimentos ni medicinas. Kainene decide comerciar a través de las líneas enemigas, pero no regresa, incluso después del final de la guerra unas semanas después. El libro termina de manera ambigua, sin que el lector sepa si Kainene vive.

## Personajes
Ugwu: la novela comienza y termina con Ugwu. Es un chico del pueblo de Opi que luego se convierte en sirviente en la casa de Odenigbo. Bajo la guía de Odenigbo y Olanna, Ugwu puede continuar su educación y sus habilidades literarias progresan a lo largo de la novela.
Odenigbo: Odenigbo es profesor de matemáticas en la Universidad de Nsukka. Sus férreas convinciones dan como resultado que algunos personajes lo etiqueten como  revolucionario. Cree en el socialismo y el tribalismo frente al panafricanismo.
Olanna : Olanna es uno de los tres personajes a través de los cuales se cuenta la novela. Es hija del jefe Ozobia y gemela de Kainene. Olanna se crio en Nigeria y luego asistió a la universidad en el Reino Unido. Es profesora de sociología en la Universidad de Nsukka antes de que comience la guerra. Más tarde trabaja como maestra de escuela en Umuahia y finalmente ayuda a su hermana a cuidar a los refugiados en Orlu.
Kainene : Kainene, la gemela de Olanna, parece ser muy diferente al principio de Olanna. Vive en Port Harcourt, donde dirige el negocio de su padre. 
Richard Churchill : Richard es un escritor inglés que viene a Nigeria para explorar el arte Igbo-Ukwu. Comienza a escribir un libro sobre la guerra, pero pronto se da cuenta de que no es su historia para contar. Adichie ha dicho en una entrevista que la idea de Richard vino de Frederick Forsyth, un partidario acérrimo de Biafra: "Richard no se parece en nada a él, por supuesto, sino solo el sentido de un inglés que se volvió más biafrano que los propios biafreños". fue realmente una idea que vino de él, Forsyth".

## Temas

### La guerra
La Guerra de Nigeria-Biafra comenzó el 6 de julio de 1967 y finalizó el 13 de enero de 1970. Los igbo intentaron separarse de Nigeria para convertirse en la República de Biafra, pero recibieron poco apoyo. Desde 1968, la guerra cayó en punto muerto. El gobierno de Nigeria impidió la ayuda humanitaria a Biafra, lo que provocó que cientos de miles de civiles murieran de hambre y enfermedades.
La historia de Medio sol amarillo se centra en la guerra. Adichie creció después de la guerra: "La necesidad de escribir sobre ella provino de crecer a su sombra. Este hecho que no entendía muy bien fue mi legado. Se cernía sobre todo."  Ha declarado que cree que muchos de los problemas que causaron la guerra todavía permanecen. Como ninguno de los principales sucesos políticos se modificó en el libro, Adichie dijo que el libro contenía una "verdad emocional" y que el libro mostraba que la guerra tuvo un impacto significativo en la gente de Nigeria.

### Política e identidad en el África poscolonial
En las tertulias de la casa de Odenigbo se debate sobre el futuro político de África. En ellas se discute la utilidad de diversas formas de gobierno africano entre la intelectualidad nigeriana. Uno de los debates más destacados es el de Odenigbo, que defiende la tribu como unidad ideal para África, mientras otros personajes insisten en la necesidad del panafricanismo o el nacionalismo. Se le cita proclamando: "la única identidad auténtica para el africano es la tribu... Soy nigeriano porque un hombre blanco creó Nigeria y me dio esa identidad. Soy negro porque el hombre blanco construyó el negro para que fuera lo más diferente posible de su blanco. Pero yo era igbo antes de que llegara el hombre blanco".

### Papel de los occidentales en el África poscolonial
Aunque hay una clara referencia a la influencia occidental en la guerra de Biafra, un examen más sutil se encuentra en el carácter de Richard. Richard, aunque con buenas intenciones, se esfuerza demasiado por formar parte primero de Nigeria y después de Biafra. Su fascinación por la cultura y su deseo de formar parte de Biafra le llevan a hablar en nombre de los biafreños intentando escribir dos novelas, una sobre el arte y la segunda sobre la guerra. Richard es incapaz de completar ninguna de las dos y decide que él no debe contar esas historias. Sin embargo, es eficaz cuando escribe sobre la guerra para la prensa occidental, lo que sí ayuda a la causa de Biafra. La propia Adichie ha declarado en una entrevista que "tal vez [el personaje de Richard] sea mi forma sutil de introducir mi política de que tal vez ya es hora de que los africanos escriban sobre África".

## Recepción
Medio sol amarillo recibió el Premio de Ficción Femenina 2007. El premio se otorga anualmente a la mejor novela original en inglés escrita por una mujer. El premio de Adichie ascendió a 30.000 libras esterlinas. La novela fue bien recibida por la crítica e incluida en la lista "100 libros más notables del año" del New York Times.
En 2019, The Guardian clasificó a Medio sol amarillo como el décimo mejor libro desde el 2000.
El 5 de noviembre de 2019, BBC News incluyó Medio sol amarillo en su lista de las 100 novelas más influyentes.
En noviembre de 2020, Medio sol amarillo fue votado como el mejor libro que había ganado el Premio de Ficción Femenina en sus 25 años de historia.

## Adaptación
Una adaptación cinematográfica escrita por el dramaturgo Biyi Bandele se estrenó en el Festival Internacional de Cine de Toronto a fines de 2013 y tuvo su estreno mundial en 2014. La película está protagonizada por Chiwetel Ejiofor y Thandiwe Newton .